# Euphonia concinna
Eufónia-do-magdalena ou gaturamo-do-magdalena (Euphonia concinna) é uma espécie de ave da família Fringillidae.
É endémica da Colômbia.
Os seus habitats naturais são: florestas secas tropicais ou subtropicais e florestas secundárias altamente degradadas.